# Quanta cura
Quanta cura (łac. O współczesnych błędach) – encyklika Piusa IX z 8 grudnia 1864, w której m.in. potępione zostały: idea rozdzielenia Kościoła od państwa, zasada wolności sumienia, polityczny liberalizm, indywidualizm oraz towarzystwa biblijne. Dołączony został wykaz błędnych twierdzeń, tzw. Syllabus Errorum.